# ادرین چیلیز
ادرین چیلیز (انگلیسی: Adrian Chiles؛ زادهٔ ۲۱ مارس ۱۹۶۷) روزنامه‌نگار اهل بریتانیا است. وی از سال ۱۹۹۴ میلادی تاکنون مشغول فعالیت بوده‌است.
چیلیز مجری تلویزیون و رادیو است و علاوه بر این دو از سال ۲۰۱۰ تاکنون مفسر ورزشی در کانال آی‌تی‌وی نیز می‌باشد.